# Benedetto Menzini
Benedetto Menzini, né à Florence le 29 mars 1646 et mort à Rome le 7 septembre 1704, est un poète italien.

## Biographie
Benedetto Menzini naquit en à Florence de parents pauvres, mais fait des études brillantes sous la protection du marquis Salviati, puis se consacre à l’état ecclésiastique  donnant des leçons d’éloquence dans le but d'obtenir une chaire à l’Université de Pise. N'étant pas retenu pour ce poste il se rend à Rome accueilli par Christine de Suède qui l'admet en 1685, dans son académie auprès de laquelle il produit ses poésies. Christine meurt en 1689 et Menzini, retombe dans la misère, obligé pour subsister, de vendre des sermons aux ecclésiastiques. Le cardinal Albani, futur pape Clément XI, lui donne le canonicat de l’Église Sant'Angelo in Pescheria et nomme professeur suppléant de philosophie et d’éloquence au collège de la Sapience.
Admis à l’Académie d'Arcadie sous le nom d’Euganio Libade, il était membre aussi de l’Accademia della Crusca.
Benedetto Menzini meurt d’hydropisie, le 7 septembre 1704.

## Œuvres
- Canzoni pindariche,
- L’Arte poetica, deuxième édition augmentée, Rome, 1690, in-12 ; Florence, 1728, in-8° : ce poème in terza rima, est, pour l’élégance du style et la sagesse des préceptes, un des meilleurs ouvrages de la langue italienne.
- Satire XII, Amsterdam, 1718, in-8° ; avec les notes de Antonio Maria Salvini, Antonio Maria Biscioni et Georg van der Broodt, Leyde (Lucques), 1759, gr. in-8°, excellente édition très-recherchée ; avec les commentaires posthumes de l’abbé Rinaldo Maria Bracci, Naples, 1763, in-4°, édition estimée ; Livourne, 1788, in-12. Les satires de Menzini furent ses premiers titres de gloire ; elles ont été analysées dans le Journal étranger, février, mars, 1758.
- Lamentazioni di Geremia espresse ne’ loro dolenti affetti, etc., Rome, 1704, in-8° ; nouvelle édition, corrigée par Salvini, Florence, 1728, in-4° ; traduction excellente, dans laquelle l’auteur a su faire passer la plus grande partie des beautés d’un original sublime.
- Il Paradiso terrestre. Il n’a laissé que les trois premiers chants de ce poème ; et quoiqu’on y trouve des morceaux dignes de son talent, on s’aperçoit cependant que Menzini aurait dû se borner à traiter des sujets d’une moindre étendue.
- L’Academia Tusculana, Rome, 1705, in-12. C’est une imitation de l’Arcadie de Sannazaro, et elle n’est point indigne du modèle. Toutes les œuvres de Menzini (à part les satires) ont été recueillies sous le titre de Rime di varj generi, Florence, 1730-34, 4 vol. in-8° ; ibid., 1731-32, 4 vol. in-4° : cette édition est citée par la Crusca. Ses Œuvres complètes ont paru à Nice, en 1783. On peut consulter pour plus de détails la Vie de Menzini, par l’abbé Giuseppe Paolucci, dans les Vite degli Arcadi illustri ; par Fabroni, dans les Vitæ Italorum decas III, et Tiraboschi, Stor. letterat., VIII, 460.